# 黃日珩
黃日珩是香港一名男低中音聲樂家、指揮。棕櫚泉歌劇協會聲樂比賽冠軍及柏薩廸納歌劇協會獎學金得主，現任學士合唱團及學士管弦樂團音樂總監。於意大利鳳凰劇院作歐洲首演，並曾為指揮羅倫·馬捷爾、海慕特‧瑞霖及艾度·迪華特等演出擔任合唱指導。2010年擔任香港歌劇院《波希米亞生涯》阿普雷亞的助理指揮；同年指揮香港歌劇院歌劇夏令營製作《海盜王》。

## 生平
黃日珩畢業於美國加州大學洛杉磯分校，獲頒音樂碩士銜。曾贏得棕櫚泉歌劇協會聲樂比賽冠軍及獲頒柏薩迪納歌劇協會獎學金。他曾演出的角色包括《仲夏夜之夢》的博托姆、《薩爾斯》的阿里奧達、《羅密歐與朱麗葉》的勞倫斯神父、《波希米亞生涯》的柯林尼及音樂劇《悲慘世界》的沙威督察等。他近年先後在香港藝術節首演魯迅的《蕭紅》及康有為的《大同》。他的聖樂曲目則包括巴赫的《B 小調彌撒曲》、布拉姆斯的《德意志安魂曲》以及佛瑞的《安魂曲》。